# Maurice Garrigou
Maurice Marie Mathieu Garrigou, né le 21 septembre 1766 au château de Gudanes, aux Cabannes (Ariège) et mort le 27 septembre 1852 à Toulouse, est un prêtre catholique français, membre du Presbyterium de Toulouse, fondateur de la Congrégation de la Sainte-Épine, de l'Affiliation, de la Congrégation des religieuses de Notre-Dame de la Compassion et cofondateur de l'Œuvre des Plaies.  
En décembre 2013, il est déclaré Vénérable par le pape François. 

## Biographie
Comme François de Sales et Vincent de Paul, il se dévoue aux pauvres et aux malades. Dès le séminaire, il donne particulièrement d'importance à la contemplation du Christ dans sa Passion et à la compassion à l'égard du prochain. Il est ordonné prêtre pour le diocèse de Toulouse le 18 décembre 1790. Il entre au sein de l'Association des Amis, réservée à l'élite spirituelle et se préoccupe de rénover la formation du clergé. Il fonde également la succursale, qui accueille les séminaristes appartenant aux milieux populaires. Selon la Conférence des évêques de France, sa mission est basée sur « l'éducation chrétienne des filles et le soin des pauvres par tous les moyens possibles ».
Durant la Révolution française, le père Garrigou reste fidèle à Rome. Il est alors considéré comme un prêtre réfractaire et exerce ainsi son ministère dans la clandestinité. Après le Concordat de 1801, il marque la vie et le renouveau spirituels de l'Église toulousaine par ses nombreuses fondations. En 1804, il fonde notamment l'Affiliation à la Pieuse confrérie du Sacré-Cœur et la Congrégation de la Sainte-Épine afin de développer la dévotion à l'Ecce Homo, puis, le 2 novembre 1817, il fonde la Congrégation des religieuses de Notre-Dame de la Compassion avec la Mère Jeanne-Marie Desclaux et l'Œuvre des Plaies, une association de dames vouées aux soins des malades.

## Postérité
En 1954, le cardinal Jules Saliège, archevêque de Toulouse, ouvre le procès en béatification du chanoine Garrigou. En 1966, la Congrégation pour les causes des saints déclare que « rien ne s’oppose à ce que l’on poursuive cette cause ». En 2006, un cas de guérison extraordinaire est attribué à son intercession. Puis, en 2012, le congrès des théologiens reconnaît la figure héroïque de Maurice Garrigou et, enfin, le 9 décembre 2013, le pape François le déclare Vénérable.